# 父子鷹 (1972年のテレビドラマ)
『父子鷹』（おやこだか）は関西テレビ制作、フジテレビ系列にて1972年5月7日 - 9月24日に毎週日曜21:30 - 22:00の『白雪劇場』（小西酒造一社提供）で放送された時代劇番組である。なお、本作の続編でもある後番組の『おとこ鷹』からは放送時間を25分延長して放送された。全21話。

## キャスト
- 勝小吉：若林豪
- 勝信子（お信）：音無美紀子
- 島田虎之助：伊吹吾郎
- 男谷彦五郎：岡田英次

## スタッフ
- 原作：子母澤寛
- 脚本：結束信二
- 演出：内海佑治、岡林可典
- 制作：関西テレビ